# Gunnar Malmquist
Karl Gunnar Malmquist , född 21 februari 1893 i Ystad, död 27 juni 1982 i Uppsala, var en svensk astronom. Han var far till Sten Malmquist.

## Biografi
Malmquist var elev till Carl Charlier vid Lunds observatorium, och blev en av de mest kända medlemmarna av "Lundaskolan" som sysslade med statistisk astronomi – stellarstatistik. Han disputerade i astronomi år 1920 vid Lunds universitet, och blev docent där. Han var från 1931 observator vid Saltsjöbadens observatorium, och lärare i astronomi vid Stockholms högskola.
Malmquist var under åren 1939–1959 professor i astronomi vid Uppsala universitet. 
Vid Uppsalaobservatoriet tog han tillsammans med Åke Wallenquist under slutet av 1940-talet initiativet till utbyggnaden av Kvistabergs observatorium,  samt under 1950-talet till observatoriets sydobservatorium i Australien – "Uppsala Southern Station" – på Mount Stromlo.
Han invaldes 1939 i Vetenskapsakademien, var under åren 1948–1963 sekreterare för Vetenskapssocieteten i Uppsala och 1958–1964 ordförande i Svenska astronomiska sällskapet. Gunnar Malmquist är begravd på Uppsala gamla kyrkogård.
Asteroiden 1527 Malmquista har fått sitt namn efter honom.